# Ussingite
La ussingite è un minerale.